# Myrmeciza melanoceps
Myrmeciza melanoceps là một loài chim trong họ Thamnophilidae.